# Joseph Mukwaya
Joseph Mukwaya (ur. 26 września 1930 w Kiwangula, zm. 5 września 2008) – ugandyjski duchowny rzymskokatolicki, w latach 1982–1988 biskup pomocniczy Kampala, następnie od 1988 do 2004 biskup Kiyinda–Mityana.